# اولانلینا
اولانْلینا (به فنلاندی: Ullanlinna) یک منطقهٔ مسکونی در فنلاند است که در اولانلینا واقع شده‌است. اولانلینا ۰٫۷۵ کیلومتر مربع مساحت و ۱۰٬۰۴۰ نفر جمعیت دارد.